# Bølgelængde
Bølgelængden er den rummelige afstand mellem gentagne enheder af en bølge. Den betegnes ofte med det græske bogstav lambda {\displaystyle \lambda }. 
For en bølge i tid - fx et pendul - kaldes tiden mellem gentagelser derimod for perioden {\displaystyle T}. For en bølge i både rum og tid - såsom  en elektromagnetisk bølge - er perioden den tid, det tager for én bølgelængde at passere. Dermed kan en hastighed {\displaystyle v} defineres:
{\displaystyle v={\frac {\lambda }{T}}}
Denne hastighed kaldes for fasehastigheden. Ofte skrives denne formel vha. frekvensen {\displaystyle f}, der er den inverse periode og angiver antallet af bølger pr. tid:
{\displaystyle v=\lambda f}
Den inverse bølgelængde kaldes for bølgetallet {\displaystyle k}, hvor der dog er ganget med {\displaystyle 2\pi }. Bølgetallet angiver, hvor tæt bølgerne ligger.